# Метју Нилсен
Метју „Мет“ Нилсен (енгл. Matthew Nielsen; Сиднеј, 3. фебруар 1978) је бивши аустралијски кошаркаш, а садашњи кошаркашки тренер. Играо је на позицији крилног центра.

## Каријера
Професионалну каријеру је почео у Сиднеј кингсима у сезони 1996/97, и за осам година са тимом је освојио два првенства Аустралије (2002/03 и 2003/04).
У лето 2004 је одлучио да напусти своју земљу и пређе у ПАОК, али већ следеће сезоне се преселио у Литванију. Играо је са Лијетувос ритасом до новембра 2008. и освојио је национално првенство (2005/06), и два пута Балтичку лигу (2006 и 2007).
Након тога се сели у Валенсију почетком сезоне 2008/09, а наредне године је освојио Еврокуп и постао МВП завршног турнира.
Сезону 2010/11. је провео у дресу Олимпијакоса а последње две године каријере је провео у руском Химкију.
Био је стандардан репрезентативац Аустралије са којом је два пута освајао Океанијско првенство.

## Успеси

### Клупски
- Сиднеј кингси:
  - Национална кошаркашка лига Аустралије (2): 2002/03, 2003/04.

- Лијетувос ритас:
  - Првенство Литваније (1): 2006/07.
  - Балтичка лига (2): 2005/06, 2006/07.

- Валенсија:
  - Еврокуп (1): 2009/10.

- Химки:
  - Еврокуп (1): 2011/12.

### Репрезентативни
- Океанијско првенство:  2003, 2005.

### Појединачни
- Најкориснији играч финала Еврокупа (1): 2009/10.
- Идеални тим Еврокупа - прва постава (1): 2009/10.
- Идеални тим Еврокупа - друга постава (1): 2008/09.
- Најкориснији играч Националне кошаркашке лиге Аустралије (1): 2003/04.
- Најкориснији играч финала Националне кошаркашке лиге Аустралије (1): 2003/04.